# Caporanga
Caporanga é um distrito do município brasileiro de Santa Cruz do Rio Pardo, no interior do estado de São Paulo. 

## História

### Formação administrativa
- Distrito policial de Caporanga criado em 26/12/1928 no município de Santa Cruz do Rio Pardo[3].
- Distrito criado pelo Decreto-Lei n° 14.334 de 30/11/1944, com o povoado de Monte Belo mais terras dos distritos de Rio Turvo (atual Espírito Santo do Turvo) e Santa Cruz do Rio Pardo (sede)[4].

## Geografia

### Demografia

#### População urbana
| Crescimento população urbana | Crescimento população urbana | Crescimento população urbana | Crescimento população urbana |
| Censo                        | Pop.                         |                              | %±                           |
| ---------------------------- | ---------------------------- | ---------------------------- | ---------------------------- |
| 1950                         | 217                          |                              | —                            |
| 1960                         | 194                          |                              | −10,6%                       |
| 1970                         | 206                          |                              | 6,2%                         |
| 1980                         | 345                          |                              | 67,5%                        |
| 1991                         | 282                          |                              | −18,3%                       |
| 2000                         | 292                          |                              | 3,5%                         |
| 2010                         | 335                          |                              | 14,7%                        |
| Fonte: IBGE e Fundação SEADE |                              |                              |                              |

#### População total
Pelo Censo 2010 (IBGE) a população total do distrito era de 919 habitantes.

### Área territorial
A área territorial do distrito é de 276,500 km².

### Rodovias
O principal acesso à Caporanga é a estrada vicinal que liga o distrito à Rodovia Eng. João Baptista Cabral Rennó (SP-327).

### Hidrografia
Caporanga localiza-se às margens do Rio Turvo.

## Serviços públicos

### Administração
- Subprefeitura de Caporanga[8]

### Registro civil
Atualmente é feito na sede do município, pois o Cartório de Registro Civil das Pessoas Naturais do distrito foi extinto pela Resolução nº 2 de 15/12/1976 do Tribunal de Justiça do Estado de São Paulo, e seu acervo foi recolhido ao cartório do distrito de Espírito Santo do Turvo.

### Educação
- CEIM “Dirce da Silva Pereira"[11]
- EMEIEF (A) "Vila de Caporanga"[12]
- EE "Biécio de Britto"[13]

### Saúde
- Unidade de Saúde da Família "Caporanga"[14][15]

### Saneamento
O serviço de abastecimento de água é feito pela Companhia de Saneamento Básico do Estado de São Paulo (SABESP). Já os serviços da rede de esgoto estão em implantação.

### Energia
A responsável pelo abastecimento de energia elétrica é a CPFL Santa Cruz, distribuidora do grupo CPFL Energia.

### Telecomunicações
O distrito era atendido pela Telecomunicações de São Paulo (TELESP), que inaugurou a central telefônica utilizada até os dias atuais. Em 1998 esta empresa foi vendida para a Telefônica, que em 2012 adotou a marca Vivo para suas operações.

## Religião
O Cristianismo se faz presente no distrito da seguinte forma:

### Igreja Católica
- A igreja faz parte da Diocese de Ourinhos[23].

### Igrejas Evangélicas
- Congregação Cristã no Brasil[24].